# Placebo
Placebo (latinsko ugajal bom, iz placere ugajati) je snov ali poseg, za katerega je prejemnik (ali izvajalec zdravljenja) prepričan, da bo nanj učinkoval blagodejno. Pričakovane spremembe na bolje se lahko v določenih okoliščinah tudi uresničijo, kljub odsotnosti določenih kemičnih vplivov placebo snovi. Razlog za nekatere učinke placeba leži v vplivu možganov na telo preko številnih telesnih mehanizmov (uravnavanje hormonov in občutka bolečine). Placebo učinek se najbolj izrazi pri osebnem doživljanju znakov bolezni (stopnja bolečine, splošno počutje, glavoboli, depresija itd.) ter pri spremembi stanj, na katere imajo možgani močan vpliv (krvni pritisk, velika zaskrbljenost, dojemanje bolečine). Po drugi strani je placebo učinek odsoten pri stanjih na katere možgani nimajo vpliva oz. je ta vpliv zanemarljiv (zlomi, hude poškodbe, okužbe, rakava obolenja). 

## Definicija
Placebo (sin. navidezno zdravilo) je lahko postopek ali snov, po videzu enaka zdravilu, ki se uporablja pri zdravljenju zaradi svojega pričakovanega učinka ali v nadzorovanem kliničnem poskusu. Tako zdravilo ne vsebuje kemično dejavne snovi, a zanj bolnik verjame, da je učinkovito. Lahko se nahaja v obliki tablet, ki vsebujejo sladkor (npr. laktozo), injekcij s fiziološko raztopino itd., podoben učinek pa lahko sproži tudi lažji operativni poseg.
V medicini ločimo več vrst placeba:
- Pravi placebo - to so pripravki, ki posnemajo zdravila, vendar ne vsebujejo zdravilne učinkovine. Običajno vsebujejo le mlečni sladkor ali škrob, lahko pa tudi barvila ali posnemovalce okusa.
- Nepravi placebo ali psevdoplacebo - vsebujejo učinkovino, ki pa v pravem primeru ne izkazuje znanstveno dokazanega delovanja. Bodisi je odmerek prenizek ali pa učinkovina nima učinka pri obstoječi bolezni.
- Psihoaktivni placebo - se uporabljajo kot kontrola pri nekaterih študijah zdravil. Nimajo zdravilnega učinka kot primerjalno zdravilo, marveč izkazujejo le njegove stranske učinke.

## Nocebo
Pojem noceba (lat. škodoval bom) je bil prvič opisan leta 1961 in predstavlja nasprotje placeba. Strah pred znanimi neželenimi učinki zdravila ali splošen slab odnos bolnikov do terapije, lahko ojača neželene učinke in tako slabo vpliva na zdravljenje. Bolnik, ki ne verjame v učinkovitost terapije, lahko občuti poslabšanje simptomov. Nocebo učinek se lahko raziskuje na enak način kot placebo učinek, tj. kadar pripadniki kontrolne skupine, ki prejemajo nedejavno snov, poročajo o poslabšanju simptomov. 

## Placebo učinek
Placebo učinek je kakršenkoli telesno-duševen učinek, ki ga povzroči placebo preko simbolnega pomena izvedene terapije. Stanje bolnika se lahko ob uporabi placeba izboljša že zato, ker ta izboljšanje pričakuje. Pričakovanje igra pomembno vlogo pri placebo učinku – bolj kot posameznik verjame v dobre učinke zdravljenja, bolj verjetno je, da bo občutil izboljšanje. V 60. letih 19. stoletja je bilo ugotovljeno, da placebo izkazuje tudi merljive telesne (fiziološke) učinke. V primeru, ko so preiskovanci mislili, da so vzeli poživilo, se jim je pospešil srčni utrip in povišal krvni tlak. Učinek placeba je bil nasproten v primeru, ko naj bi preiskovanci vzeli uspavalo. Še danes ostaja veliko vprašanj o medsebojnem vplivu duševnih in telesnih mehanizmov, ki prispevajo k placebo učinku, neodgovorjenih. Današnje tehnike slikanja možganov odpirajo vrata teoriji, ki pravi, da posameznikov način razmišljanja in njegova prepričanja ne vplivajo le na njegovo duševno stanje, temveč da lahko tudi povzročijo dejanske biološke spremembe v telesu.Besedna zveza placebo odziv (ang. placebo response) se navadno uporablja kot merilo za obseg placebo učinka v kliničnih študijah. Hróbjartsson in Gøtzsche sta pred leti objavila rezultate študije, ki so v nasprotju s trenutnim splošnim mnenjem o moči placebo učinka. Raziskovalca sta analizirala vseh 156 kliničnih študij, v katerih so zdravljenje primerjali s skupino, ki je prejemala placebo, in nezdravljeno skupino. Zanimalo ju je, ali je v placebo skupini prišlo do pomembnega izboljšanja v primerjavi z nezdravljeno skupino. Ugotovila sta, da v študijah, kjer so izid opredelili kot izboljšano ali neizboljšano stanje, ni bilo statistično večje razlike med obema skupinama. Tudi v primerih, kjer so preiskovali objektivne izide (npr. krvni tlak), ni bilo značilnega placebo učinka. Slednjega so opazili le v študijah, kjer so pacienti sami poročali o tem, ali se je stanje izboljšalo ali ne. Raziskovalca tako poročata, da nista našla dokazov o močnem učinku placeba

## Mehanizem delovanja
Splošno sprejeto je, da mora za nastop placebo učinka bolnik verjeti v učinkovitost zdravila oz. terapije. Tako razmišljanje ni nujno pri uporabi zdravilnih učinkovin, kjer bo do učinka prišlo ne glede na bolnikov odnos. Vprašanje, zakaj in kako pride do placebo učinka, ni le teoretične narave, temveč je močno vpleteno v klinično prakso in eksperimentalno vrednotenje terapevtskih posegov. Predlaganih je bilo več hipotez za razlago placebo učinka. Čeprav je njihov predmet poudarka lahko različen, se med sabo ne izključujejo.

### Psihološke teorije

#### Teorija pričakovanja
Teorija pravi, da pacientova pričakovanja in prepričanost v dober rezultat sprožijo placebo učinek. Določena pričakovanja, ki so povezana z znanjem o pričakovanem zdravilu, načinu njegovega dajanja in zdravljeni bolezni, naj bi bila neposredno povezana s placebo učinkom. Moč pričakovanja je bila prikazana v številnih raziskavah. V eni izmed njih so preiskovancu v vse štiri okončine subkutano (podkožno) injicirali alkaloid kapsaicin, ki povzroča žgoč občutek bolečine. Pričakovanje zmanjšanja bolečine so spodbudili z nanosom placebo kreme na enega od prizadetih delov, ob tem pa je bilo preiskovancem rečeno, da je v kremi močan lokalni anestetik. Preiskovanci so občutili zmanjšanje bolečine le na namazanem delu, drugje pa sprememb v občutju bolečine ni bilo.

#### Klasično pogojevanje
Teorija predvideva, da je placebo učinek pogojni refleks zaradi ponavljajočih se povezav med pogojnim dražljajem (nevtralna komponenta npr. barva ali oblika učinkovitega zdravila) in brezpogojnim dražljajem (aktivni element, ki sproži terapevtski odziv). Na primer, bolniki z migrenami, ki navadno vzamejo aspirin (brezpogojni dražljaj) za odpravo bolečine (brezpogojni odziv), lahko barvo, obliko, celo okus tablete (pogojni dražljaj) povežejo z zmanjšanjem bolečine. Če bodo po večkratnih takih povezavah prejeli placebo (po obliki in barvi enak aspirinu) ter navodilo, da jemljejo aspirin, se bo bolečina lahko resnično zmanjšala (pogojni odziv). Druge pogojne dražljaje lahko predstavljajo tudi injekcijske brizge, stetoskopi, bolnišnice, zdravniki... Če so ti večkrat povezani z brezpogojnimi dražljaji, kot je npr. učinkovita terapija, lahko izzovejo klinično izboljšanje tudi, kadar so pacientu predstavljeni posamezno.

### Biokemično posredovanje učinka
Pri tem dogajanju bi lahko bili udeleženi hormoni, živčni prenašalci in druge snovi. Možni kandidati so endorfini, dopamin, holecistokinin, serotonin in kateholamini. Trenutni dokazi potrjujejo le vlogo endorfinov in dopamina. Vloga ostalih je še slabo raziskana. Bilo je pokazano, da lahko protibolečinski učinek placeba izničimo z uporabo opioidnega antagonista naloksona, kar potrjuje domnevo, da placebo zmanjšuje bolečino s sproščanjem endorfinov. Druga raziskava je z uporabo pozitronske emisijske tomografije (PET) dokazala, da se kot odgovor na placebo v možganih bolnikov s Parkinsonovo boleznijo sprošča dopamin.
Placebo učinek se pojavlja praktično v vseh medicinskih panogah, zato je malo verjetno, da bi lahko ena sama univerzalna teorija pojasnila vse te učinke. Nedavne raziskave kažejo, da je placebo učinek zapleten psihobiološki pojav, ki je posledica številnih nevrobioloških mehanizmov. Tako se mehanizem določenega odziva (npr. zmanjšanje bolečine) razlikuje v odvisnosti od situacije. 

## Uporaba

### Klinične študije
Učinkovitost posameznega (novega) zdravila se pogosto ugotavlja z uporabo naključnih, dvojno slepih, s placebom nadzorovanih kliničnih študij. Del oseb, ki sodeluje v raziskavi, prejme zdravilo, katerega učinkovitost se preiskuje, del pa placebo. S tako raziskavo se želi ugotoviti, ali je eksperimentalno zdravljenje boljše od »nespecifičnega«, ki ga predstavlja placebo. Razliko med izmerjeno učinkovitostjo v obeh skupinah lahko pripišemo delovanju zdravila. Dokaz, da je razlika med zdravilom in placebom statistično dovolj velika in v prid zdravila, je eden najpomembnejših pogojev, ki se upošteva pri izdaji dovoljenja za prodajo zdravila. V naključnih študijah se posameznike naključno (npr. z žrebom) razdeli v skupine, da se zmanjša vpliv različnih znanih in neznanih dejavnikov, ki bi lahko spremenili izid. Študija je dvojno slepa, kadar poleg pacienta niti zdravnik ne ve, ali pacient prejema zdravilo ali placebo. Na ta način se zmanjša vpliv pristranskosti (bias) na rezultat.

### Terapija
Placebo učinek predstavlja tako manjši kot večji delež v vsaki uspešni terapiji. V primerjavi z odsotnostjo zdravljenja ima placebo mnogo večji učinek, ki pa je še vedno mnogo manjši od učinka "pravega", delujočega zdravila. Vprašanje, ali je terapija s placebom sploh etična, ostaja odprto. Placebo učinka po mnenju številnih znanstvenikov ne gre enačiti s spontanim izboljšanjem simptomov (ozdravitvijo), čeprav se domneva, da v obeh primerih potekajo podobni biokemični procesi. Pri spontani ozdravitvi organizem odstrani bolezen brez znane zunanje pomoči. Pri placebo učinku zunanji vplivi vzpodbudijo telo in povečajo moč zdravljenja. Tej teoriji nasprotuje mnenje, da je placebo učinek le posledica naključnih sprememb, naravnega nihanja simptomov in osebnostnega vpliva na rezultate s strani bolnika in zdravnika.